# Rudolf Šmejkal
Rudolf Šmejkal (14. ledna 1915 Praha – 8. listopadu 1972) byl český fotbalista, obránce a střední záložník, československý reprezentant.

## Fotbalová kariéra
Hrál za SK Náchod, SK Pardubice, AC Sparta Praha a Dynamo Praha. Stal se mistrem Československa z roku 1946 a získal i jeden titul v protektorátní lize (1944), vždy se Spartou Praha. Tak jako jeho kolegové Karel Horák a Jiří Zástěra, přišel do Sparty z SK Pardubice. Ve Spartě sehrál celkem 124 zápasů.
V nejvyšší soutěži nastoupil v 185 utkáních a dal 18 ligových gólů.
Za protektorátní a československou reprezentaci odehrál v letech 1939–1946 tři utkání.

## Ligová bilance
| Ročník                                     | Zápasy | Góly |                     |
| ------------------------------------------ | ------ | ---- | ------------------- |
| Státní liga 1937/38                        | -      | 1    | SK Náchod           |
| Státní liga 1938/39                        | 18     | 1    | SK Náchod           |
| Národní liga 1939/40                       | -      | 2    | SK Pardubice        |
| Národní liga 1941/42                       | -      | 3    | SK Pardubice        |
| Národní liga 1941/42                       | -      | 0    | AC Sparta Praha     |
| Národní liga 1942/43                       | -      | 1    | AC Sparta Praha     |
| Národní liga 1943/44                       | -      | 9    | AC Sparta Praha     |
| Státní liga 1945/46                        | -      | 0    | AC Sparta Praha     |
| Celostátní československé mistrovství 1949 | -      | 1    | Dynamo Slavia Praha |
| Celostátní československé mistrovství 1950 | -      | 0    | Dynamo Slavia Praha |
| Mistrovství československé republiky 1951  | -      | 0    | Dynamo Slavia Praha |
| Přebor československé republiky 1954       | -      | 0    | Dynamo Praha        |
| CELKEM                                     | 185    | 18   |                     |